# 恋愛CHU! (曲)
「恋愛CHU!」（れんあいちゅう）は、2001年3月23日に発売されたPCゲーム『恋愛CHU! -彼女のヒミツはオトコのコ?-』（SAGA PLANETS）のオープニングテーマである。作詞はKOTOKO、作曲・編曲は中沢伴行、ボーカルはKOTOKO to AKIがそれぞれ担当。
「チュッチュチュ」などの合いの手が入り、間奏にセリフパートが存在し、明るいイメージの楽曲。リリース当時のI'veは重厚なテーマソングやトランスの曲を多数発表しており、I've初の萌えソングといわれる。その後I'veは従来の曲に加えて萌えソングも多く発表するようになった。
SAGA PLANETSからテーマソング作成の依頼を受けたI'veは、ミニモニのイメージで曲を作り、KOTOKOがさらに合いの手の加わった歌詞をつけてこの曲が完成した。

## バージョン
ゲーム本体が好調だったため、SAGA PLANETSは全年齢対象のファンディスク『もっとLOVEちゅ!』を2001年8月31日に発表しており、それに同梱された『ハッピー☆カムカム マキシシングル』には、ボーカルを変更し、パラパラ風にリミックスされたバージョンが収録された。なお2003年11月27日に発売されたドリームキャスト版『恋愛CHU! ハッピーパーフェクト』の初回限定版特典のCDにも同様に6バージョンが収録されている。また、2003年11月27日に発売されたI'veのコンセプトアルバム『SHORT CIRCUIT』にも収録されたが、この時点ではAKIがI'veを脱退していたため、KOTOKO to 詩月カオリのボーカルで収録された。
1. 恋愛CHU!（ゲームオープニングテーマ）
2. 恋愛CHU!（AKI Ver.）
3. 恋愛CHU!（KOTOKO Ver.）
4. 恋愛CHU! パラパラリミックス1 （AKI Ver.）
5. 恋愛CHU! パラパラリミックス2 （AKI Ver.）
6. 恋愛CHU! パラパラリミックス1 （KOTOKO Ver.）
7. 恋愛CHU! パラパラリミックス2 （KOTOKO Ver.）
8. 恋愛CHU! -Remix-

1から7までのボーカルはKOTOKO to AKI、8のボーカルはKOTOKO to 詩月カオリが歌唱。1は『I've 20th Anniversary E-VOX』、2から7までは「もっとLOVEちゅ! ハッピー☆カムカムマキシシングル」および『恋愛CHU! ハッピーパーフェクト』初回版特典CD、8は『SHORT CIRCUIT』に収録されている。